# Luigi Gatti
Luigi Gatti, né le 25 novembre 1946, est un prélat italien de l'Église catholique qui a travaillé au service diplomatique du Saint-Siège, notamment en tant que nonce apostolique de 1998 à 2011. 

## Biographie
Luigi Gatti est né à Castiglione Tinella, province de Cuneo, Italie. Il est ordonné prêtre du diocèse d'Albe le 29 juin 1970. Il est titulaire d'un doctorat en droit canonique

## Carrière diplomatique
Il se prépare à une carrière diplomatique en terminant le cursus de l'Académie pontificale ecclésiastique en 1972.
Il entre au service diplomatique du Saint-Siège en 1976 et remplit des missions au Paraguay (en) et à la Secrétairerie d'État à Rome
Le 13 juin 1998, le pape Jean-Paul II le nomme archevêque titulaire de Santa Giusta (de) et nonce apostolique à Malte et en Libye. Il reçoit sa consécration épiscopale des mains du cardinal secrétaire d'État Angelo Sodano le 29 août.
Le 28 juin 2001, Jean-Paul le nomme nonce apostolique au Liban (en)
Le pape Benoît XVI le nomme nonce apostolique en Grèce (en) le 16 juillet 2009. Sa mission prend fin avec la nomination de Edward Joseph Adams comme son successeur le 22 février 2011.